# Realschule in der Glemsaue
Die Realschule in der Glemsaue ist eine weiterführende Schule in der Stadt Ditzingen im Landkreis Ludwigsburg. Sie teilt sich einen Schulkomplex mit dem Gymnasium in der Glemsaue.

## Geschichte
Als die Mittelschulen in den Nachbargemeinden Leonberg und Korntal angesichts schnell steigender Schülerzahlen keine auswärtigen Schüler mehr aufnahmen, verhandelte der Ortsschulrat im Herbst 1960 auf Anregung des Rektors der Ditzinger Volksschule, Otto Fingerle, erstmals über die Einführung des neunten Schuljahrs und die Gründung einer eigenen Mittelschule für die Gemeinde Ditzingen. Bereits im Herbst 1961 beschlossen Gemeinderat und Ortsschulrat die Erweiterung des Schulhauses der Wilhelmschule an der Weilimdorfer Straße und beantragten beim Oberschulamt die Einführung eines Mittelschulzugs, der am 20. Januar 1964 genehmigt wurde. Im April 1964 wurden erstmals Schüler des Mittelschulzuges unterrichtet. Otto Fingerle leitete seither die Grund- und Hauptschule mit Realschulzug bis zu seiner Pensionierung 1968. Nach dem Umzug der Grund- und Hauptschule in einen neuen Schulkomplex am Ortsrand (Konrad-Kocher-Schule) wurde die Realschule im März 1969 verselbständigt. Neuer Rektor wurde Werner Hock (bis 1992).
Die Realschule blieb auch nach dem Auszug der Grund- und Hauptschule 1969 zunächst im Gebäude der Wilhelmschule untergebracht. Nachdem der Bau eines Gebäudes in der Nachbarschaft der Konrad-Kocher-Schule wegen des Verkehrslärms der Autobahn A 81 verworfen worden war, entschied sich der Gemeinderat für den Bau eines Schulzentrums in der Glemsaue. Aus einem Architektenwettbewerb ging der Entwurf von Michael Weindel als Sieger hervor. Fertigstellung und Bezug des Schulzentrums erfolgten 1975 (Realschule), 1978 (Gymnasium) und 1984 in drei Bauabschnitten. Erschlossen wird der Komplex über die Gröninger Straße.
Die Schülerzahl der Realschule stieg in den 1980er Jahren zeitweilig auf 750 an, ging in den 1990er Jahren aber stark zurück. 1992 erhielt die Schule den Namen Realschule in der Glemsaue. Ihr Einzugsgebiet umfasst heute vorwiegend die Stadt Ditzingen mit ihren Ortsteilen Hirschlanden, Heimerdingen und Schöckingen.

## Schulprofil
Die Schule hat ein künstlerisch-musisches Profil, das sich durch den Besuch der Bläserklasse oder die Mitarbeit in Kunst- und Theaterprojekten in der 5. und 6. Klasse auszeichnet. Mit dem Ende der 6. Klasse entscheiden sich die Schüler zudem für eines der drei Wahlpflichtfächer Französisch; Alltagskultur, Ernährung, Soziales (AES) oder Technik. Französisch kann seit Einführung des neuen Bildungsplans im Schuljahr 2016/17 bereits in der 6. Klasse erprobt werden.

## Förderverein
Die Schule wird seit 1998 durch den Förderverein „Freunde der Realschule Ditzingen e. V.“ unterstützt.

## Bekannte Schüler
- Robin Leutner (* 1996), DJ